# Phaonia chuanierrans
Phaonia chuanierrans är en tvåvingeart som beskrevs av Xue och Feng 1986. Phaonia chuanierrans ingår i släktet Phaonia och familjen husflugor. Inga underarter finns listade i Catalogue of Life.